# Yves de Kermabon
Pour les personnes ayant le même patronyme, voir Kermabon.
Yves Aimé, René de Kermabon, né le 4 novembre 1948 à Marvejols (Lozère), est un général de corps d'armée français (2S).

## Biographie
Yves de Kermabon sort de l'École spéciale militaire de Saint-Cyr en 1971 (Promotion Général Gilles), avec le grade de sous-lieutenant et il est affecté au 503e régiment de chars de combat comme chef de peloton. Promu lieutenant en 1973, il est affecté, à compter de 1976 au 1er REC. Capitaine en 1977, il commande le 2e escadron du Royal étranger. Affecté à l'École d'application de l'arme blindée cavalerie à Saumur en 1981, il participe à l'opération Barracuda en Centrafrique destinée à renverser le dictateur Bokassa. Il est promu au grade de chef d'escadrons en 1982. En 1984, il effectue une mission d'assistance extérieure au Tchad pour soutenir le gouvernement menacé par des offensives rebelles pilotées depuis la Libye.
Affecté à l'inspection générale de l'armée de terre, il suit ensuite la scolarité de l'École supérieure de guerre. Lieutenant-colonel en 1986, il est rejoint pour un temps le cabinet du ministre de la défense. Il est promu au grade de colonel en 1991 et reçoit le commandement du 1er régiment étranger de cavalerie à partir du 29 juillet 1991. Il participe à la tête de son régiment à l'opération (APRONUC), au Cambodge, de novembre 1992 à juin 1993.
Il obtient plusieurs autres affectations, alternant entre les états-majors opérationnels et fonctionnels ; en 1994 et 1995, il est chef d'état-major des troupes onusiennes de Sarajevo. Il intègre la 1re section des officiers généraux et il est nommé général de brigade en 1998.
À partir du 1er août 2000, le général de Kermabon commande la 6e BLB. À sa tête, il dirige la brigade multinationale nord au cours de l'opération Trident à Mitrovica (Kosovo) en 2002, ville située à la jonction des parties serbe et albanaise. Il remplit deux autres missions à Pristina. 
À l'issue de son temps de commandement, il est promu au grade de général de division (en 2002) et prend la tête de l'état-major des Forces no 4 à Limoges. Le 1er septembre 2004, il est nommé à la tête de la force militaire de l'OTAN au Kosovo (KFOR) et il est élevé aux rang et appellation de général de corps d'armée. D'octobre 2005 à juillet 2007, il reçoit le commandement du Corps de réaction rapide France (QG CRR Fr).
Versé dans la 2e section des officiers généraux, il a été nommé, depuis février 2008, par l'Union européenne responsable de la mission État de droit au Kosovo (EULEX Kosovo).
Par la suite, il sera conseiller spécial auprès de Pierre Vimont, secrétaire général exécutif du Service européen pour l’action extérieure (SEAE). Yves de Kermabon est également intervenant OTAN, UE, ONU, senior advisor en séminaires et exercices de leadership ou commandement en opération.

## Famille
La famille de Kermabon est originaire de la seigneurie de Kermabon, dans la paroisse de Plougasnou en Finistère, (rattachée à la commune de Saint-Jean-du-Doigt). Cette famille d'extraction chevaleresque, datée de 1328, est maintenue noble en Bretagne le 24 juillet 1669 . Ses armes portent d'azur chargée de 8 étoiles d'or 3, 3, 2. 
Yves est le fils d'Alain de Kermabon (1906-1961), chef de bataillon, officier de la Légion d'honneur et de Françoise Mendras (1911-2001), chirurgienne.

## Distinctions
- Commandeur de la Légion d'honneur
- Grand officier de l'ordre national du Mérite
- Croix de la Valeur militaire (4 citations)
- Médaille d'Outre-Mer avec agrafes « Tchad » et « Cambodge ».